# تلغرد
تلغرد (بالفارسية: تلگرد) هي قرية تقع في قسم قلندرآباد الريفي في إيران. يقدر عدد سكانها بـ 180 نسمة .